# Município de Jackson (condado de Wood, Ohio)
O município de Jackson (em inglês: Jackson Township) é um município localizado no condado de Wood no estado estadounidense de Ohio. No ano de 2010 tinha uma população de 792 habitantes e uma densidade populacional de 8,39 pessoas por km².

## Geografia
O município de Jackson encontra-se localizado nas coordenadas 41° 13′ 08″ N, 83° 49′ 32″ O. Segundo a Departamento do Censo dos Estados Unidos, o município tem uma superfície total de 94.38 km², da qual 94,35 km² correspondem a terra firme e (0,03 %) 0,03 km² é água.

## Demografia
Segundo o censo de 2010, tinha 792 pessoas residindo no município de Jackson. A densidade populacional era de 8,39 hab./km². Dos 792 habitantes, o município de Jackson estava composto pelo 93,56 % brancos, o 0,51 % eram afroamericanos, o 0,63 % eram amerindios, o 1,14 % eram asiáticos, o 2,15 % eram de outras raças e o 2,02 % eram de uma mistura de raças. Do total da população o 6,82 % eram hispanos ou latinos de qualquer raça.